# Tjodolf av Hvin
Tjodolf av Hvin (c:a 860–935) var enligt traditionen en skald som tillhörde Harald Hårfagers hird. Tjodolf är mest känd för dikten Ynglingatal, som hyllade den norske småkungen Ragnvald genom att hävda att denne tillhörde den svenska ynglingaätten och därmed hade gudomlig härstamning. 
Eftersom Ragnvald var kusin till Harald Hårfager, som enade Norge, har dikten haft stor betydelse för Norges tidiga historia. Detsamma har tidigare även gällt för Sveriges tidiga historieskrivning som en följd av skildringen av ynglingaättens sveakungar, även om det idag endast är ett par kungar som möjligen anses historiska. 
Nämnas bör dock att Tjodolf inte finns omtalad i något samtida dokument. Han är känd genom att Snorre Sturlasson åberopade och citerade hans Ynglingatal som källa, då Snorre skrev Ynglingasagan på 1200-talet. Ett annat av Tjodolfs verk, Haustlong, är bevarat i Skaldskapens språk (Skáldskaparmál) i Snorres Edda, som citerar två verser ur den. Dikten är en av de äldsta skriftliga källorna om asaguden Loke.